# Aloysius Bartels

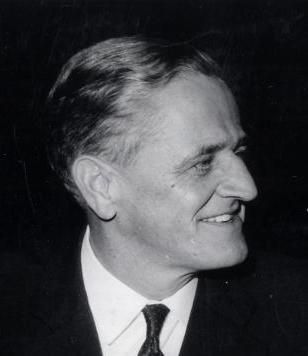
Aloysius Bartels (18. Oktober 1965)

Aloysius Jan Hubert „Louis“ Bartels (* 19. November 1915 in Venlo, Provinz Limburg; † 16. Januar 2002 ebenda) war ein niederländischer Politiker der Katholieke Volkspartij (KVP), der unter anderem mehrere Jahre lang Staatssekretär war.

## Leben
Bartels absolvierte nach dem Besuch des römisch-katholischen Gymnasiums Sint Thomas College in Venlo ein Studium der Wirtschaftswissenschaften an der Katholischen Wirtschaftshochschule Tilburg, das er am 26. Februar 1942 abschloss. Nach Ende des Zweiten Weltkrieges war er zunächst zwischen 1945 und 1947 Mitarbeiter des Medizinal- und Gesundheitsdienstes von Tilburg sowie anschließend von 1947 bis Mai 1952 Zweiter Sekretär der nationalen Föderation Wit-Gele Kruis, eine Organisation zur Betreuung von Kranken in Utrecht. Während dieser Zeit erfolgte am 14. Dezember 1950 seine Promotion zum Doktor der Wirtschaftswissenschaften an der Katholischen Wirtschaftshochschule Tilburg mit einer Dissertation zum Thema Bijdrage tot ordening van de maatschappelijke gezondheidszorg in Nederland. Im Mai 1952 wurde er Direktor des neugegründeten Katholischen Nationalbüros für psychiatrische Gesundheitsversorgung in Utrecht und übte dieses Amt bis September 1963 aus.
Am 3. September 1963 wurde Bartels von Ministerpräsident Victor Marijnen zum Staatssekretär für Volksgesundheit im Ministerium für Soziales und Volksgesundheit (Ministerie van Sociale Zaken en Volksgezondheid) ernannt. Diese Funktion bekleidete er auch in der darauf folgenden Regierung von Jo Cals sowie dem Kabinett von Ministerpräsident Jelle Zijlstra bis zum 5. April 1967.
Nach seinem Ausscheiden aus der Regierung wurde er am 17. April 1967 mit dem Ritterkreuz des Orden von Oranien-Nassau ausgezeichnet. Im Anschluss engagierte sich Bartels unter anderem als Mitglied des Stiftungsrates der Katholischen Wirtschaftshochschule Tilburg, deren Vorsitzender er bis Mai 1973 war, sowie als Vorsitzender der Krankenhauskommission. Beruflich war er noch als Vorsitzender des Sint Jozefziekenhuis in Eindhoven sowie der psychiatrischen Einrichtungen Sint Anna und Sint Servaas in Venray tätig.

## Veröffentlichungen
- Bijdrage tot ordening van de maatschappelijke gezondheidszorg in Nederland, Dissertation, 1950